# Паметник на Марин Дринов
Паметникът на Марин Дринов в Борисовата градина в София е създаден през 1936 г. от скулптора Иван Лазаров.
Изграден е по инициатива и със средства на комитета „Бележити панагюрци и Панагюрско“. Върху паметника е изписано: „Маринъ С. Дриновъ – Панагюрище (1838 – 1906) първи български ученъ историкъ, езиковедъ – строителъ на Нова България“.